# Immigrant-institutet
Immigrant-institutet var ett centrum för dokumentation om invandrare, flyktingar och rasism. 
Immigrant-institutet bildades 1973 av bland andra Miguel Benito och bedrev verksamhet i Invandrarnas hus i Borås från 1975 till 2012. Det drevs av en ideell förening med individuellt anslutna och vissa organisationer som medlemmar. Från 1985 till 2007 erhöll det statligt bidrag. I och med att stödet försvann helt 2008 var föreningen tvingen att sälja sin fastighet i Borås och upphöra med sitt dokumentationsarbete.   
Immigrant-institutets arkiv är numera deponerat hos Riksarkivet. Fram till 2012 fanns även ett museum med flera permanenta utställningar om invandrare och verk av ett fyrtiotal invandrade konstnärer. Biblioteket splittrades och en stor del kunde inte räddas. Den internetsatsning som initierades 1996 finns till stora delar kvar.
Institutet ägde Invandrarförlaget, vilket publicerade mer än 150 skrifter under ett trettiotal år. Under 1973–2001 utgavs tidskriften Invandrarrapport, med forskning och debatt om migration.
Miguel Benito var chef för institutet 1981–2012, varefter denna tjänst upphörde.